# Podarunek dla Stalina
Podarunek dla Stalina (kaz. Сталинге сыйлық, ros. Подарок Сталину) – kazachsko-rosyjsko-izraelsko-polski film fabularny z 2008 roku w reżyserii Rustema Abdraszewa. Zdjęcia kręcono na północy Kazachstanu oraz w Jerozolimie.

## Opis fabuły
Akcja rozgrywa się w roku 1949, w czasie przymusowych deportacji do Kazachstanu. Bohaterem filmu jest żydowski chłopiec Sasza, który po aresztowaniu rodziców wraz z dziadkiem zostaje deportowany. W czasie podróży dziadek umiera. Sasza trafia do aułu, w którym opiekuje się nim stary Kazach Kasym, który w czasie wojny stracił rodzinę. Ich sąsiadami są była więźniarka AŁŻIRu Wiera, Dunganka Faty i polski lekarz Jerzy.
Zbliżają się urodziny Stalina i dzieci przygotowują dla niego podarunki. Sasza chce podarować Stalinowi swoją ulubioną owcę, wierząc, że pomoże mu to odzyskać rodziców. W czasie ślubu Jerzego i Wiery dochodzi do kłótni z pijanym milicjantem Bałgabajem. Jerzy zostaje zamordowany, a wkrótce potem ginie Bałgabaj. W gronie podejrzanych jest także Sasza. Kasym decyduje się wysłać go pociągiem do Odessy, aby nie trafił do więzienia.

## Obsada
- Dalen Szantemirow jako Sasza
- Jekatierina Riednikowa jako Wiera
- Nurżuman Ichtymbajew jako Kasym
- Bachtiar Koża jako Bałgabaj
- Aleksandr Baszyrow jako major MGB
- Waldemar Szczepaniak jako Jerzy Dąbrowski
- Kasym Żakibajew jako szaman
- Asel Sadwakasowa

## Nagrody
Film zdobył nagrodę Grand Prix na Międzynarodowym Festiwalu Filmowym w Pusan, a także trzy nagrody na Warszawskim Festiwalu Filmów o Tematyce Żydowskiej w 2009, w tym Grand Prix dla najlepszego filmu oraz nagrodę aktorską dla Dalena Szantemirowa.